# Schönborn, Rhein-Hunsrück
Schönborn là một đô thị thuộc huyện Rhein-Hunsrück bang Rheinland-Pfalz, phía tây nước Đức. Đô thị Schönborn, Rhein-Hunsrück có diện tích 3,9 km², dân số thời điểm ngày 31 tháng 12 năm 2006 là 263 người.